# Esik eső, de nem ázok
Az Esik eső, de nem ázok kezdetű lassú csárdást Lajtha László gyűjtötte a Borsod megyei Cserépváralján.
Feldolgozás:
| Szerző        | Mire          | Mű                     |
| ------------- | ------------- | ---------------------- |
| Lajtha László | ének, zongora | Esik eső, de nem ázok  |
| Petres Csaba  | két furulya   | Tarka madár, 33. kotta |

## Kotta és dallam
Esik eső, de nem ázok,

cseresznyefa alá állok,

az alá is azért állok, mert

arra mennek el a lányok.

## Felvételek
- Könyv II (Book II). www.cimbalom.nl (Hozzáférés: 2016. február 29.) (audió) arch 54. dal.